# Ivan Avakumović
Ivan Avakumović (22. avgust 1926 — Vankuver, 16. jul 2014) bio je kanadski istoričar i univerzitetski profesor.

## Biografija
Rođen je u srpskoj porodici jugoslovenskog diplomate koji je službovao u Južnoj Africi. Nakon okupiranja Jugoslavije Avakumovići su emigrirali u Ujedinjeno Kraljevstvo.
Njegovo srpsko poreklo je uticalo na izbor stručnih tema kojima se tokom karijere bavio. Teme koje je Avakumović proučavao su društveni pokreti, istorija diplomatije nakon 1789, moderna ruska i istočnoevropska istorija i istorijat komunističkih pokreta.
Nakon završenih studija na Univerzitetu u Kembridžu i doktoriranja na Univerzitetu u Oksfordu, seli se u Kanadu gde je do penzionisanja predavao na nekoliko značajnih univerziteta, primarno na Univerzitetu u Britanskoj Kolumbiji.
Objavio je pionirski akademsku studiju komunizma u Jugoslaviji History of the Communist Party of Yugoslavia (Aberdin, 1964).

## Dela

### Knjige
- G. Woodcock; I. Avakumovic. Peter Kropotkin: from prince to rebel. Montréal: Black Rose Books, 1990.
- R. Bourderon; I. Avakumovic. Détruire le PCF: archives de l’état français et de l’occupant hitlérien, 1940-1944. Paris: Messidor/Editions sociales, 1988.
- I. Avakumovic.  'Socialism in Canada: a study of the CCF-NDP in federal and provincial politics'. Toronto: McClelland and Stewart. 1978..
- G. Woodcock; I. Avakumovic; G.Woodcock Collection. El príncipe anarquista: estudio biográfico de Piotr Kropotkin. Gijón: Júcar, 1978.
- G. Woodcock; I. Avakumovic; C.University Studies; G.Woodcock Collection. The Doukhobors. Ottawa; Toronto: McClelland and Stewart, 1977.
- I. Avakumovic.  'The Communist Party in Canada: a history'. Toronto: McClelland and Stewart. 1975..
- G. Woodcock; I. Avakumovic; P.Avrich Col Congress); G.Woodcock Collection.  'The anarchist prince: a biographical study of Peter Kropotkin'. New York: Schocken Books. 1971..
- I. Avakumovic. Nemačko okupator i "DM pokret" u Srbiji, januara 1944. Vindzor, Ont: Izdavačko i štamparsko preduzeće Avala, 1971.
- G. Woodcock; I. Avakumovic; G.Woodcock Collection.  'The anarchist prince: a biographical study of Peter Kropotkin'. New York: Kraus Reprint Co. 1970..
- I. Avakumovic; S. Oslobodjenje.  'Mihailović prema nemačkim dokumentima'. London: Savez Oslobodjenje. 1969..
- G. Woodcock; I. Avakumovic; G.Woodcock Collection.  'The doukhobors'. London: Faber & Faber. 1968..
- I. Avakumovic.  'History of the Communist Party of Yugoslavia'. Aberdeen: Aberdeen University Press. 1964..
- I. Avakumovic. The Communist party of Yugoslavia. : , 1956.
- G. Woodcock; I. Avakumovic; G.Woodcock Collection. Pierre Kropotkine: le prince anarchiste (the anarchist prince). Paris: Calmann-Lévy, 1953.
- G. Woodcock; I. Avakumovic; G.Woodcock Collection. The anarchist prince: a biographical study of Peter Kropotkin. New York; London: T. V. Boardman, 1950.

### Članci i drugi radovi
- I. Avakumovic, “Rebel life: the life and times of Robert Gosden, revolutionary, mystic, labour spy”, BC Studies, p. 140, 2000.
- D. Fetherling and Avakumovic, I., “Gentle anarchist. A life of George Woodcock”, BC Studies, p. 113, 1998.
- I. Avakumovic, Kent, S. A., Drake, R., Collin, R. O., Giangreco, D. M., Messer, R. L., Quillen, C. E., Treadgold, W., Heller, H., and Beik, W., “Communications”, The American Historical Review, vol. 103, p. 662, 1998.
- I. Avakumovic, “Social Currents in Eastern Europe: The Sources and Meaning of the Great Transformation Sabrina P. Ramet Durham: Duke University Press, 1991, pp. xii, 434”, Canadian Journal of Political Science/Revue canadienne de science politique, vol. 26, pp. 409–410, 1993.
- I. Avakumovic, “Richard F. Staar, ed. Yearbook on International Communist Affairs 1976. Stanford: Hoover Institution Press, 1976. xxx, 636 pp. $25.00”, Canadian-American Slavic Studies, vol. 12, pp. 306–306, 1978.
- I. Avakumovic, “Histoire du Parti communiste fran{\c c}ais, 1920–1976 Jacques Fauvet en collaboration avec Alain Duhamel Paris: Fayard, 1977, 605 p”, Canadian Journal of Political Science/Revue canadienne de science politique, vol. 11, pp. 894–894, 1978.
- I. Avakumovic, “Gale Stokes, Legitimacy through Liberalism: Vladimir Jovanović and the Transformation of Serbian Politics, Seattle and London: University of Washington Press, 1975. 279 pp. $11.00”, Canadian-American Slavic Studies, vol. 10, pp. 455–455, 1976.
- I. Avakumovic, “Peter H. Weinrich, compiler, A Select Bibliography of Tim Buck, General Secretary of the Communist Party of Canada. Toronto: Progress Books, 1974, pp. xv, 50”, Canadian Journal of Political Science/Revue canadienne de science politique, vol. 9, pp. 138–138, 1976.
- I. Avakumovic, “Nicolae Copoiu, Le socialisme européen et le mouvement ouvrier et socialiste en Roumanie, 1835-1921, Bucaresti: Editura Academei Republicii Socialiste Romania, 1973. 208 pp”, Canadian-American Slavic Studies, vol. 9, pp. 405–405, 1975.
- I. Avakumovic, “Aloysius Balawyder, Canadian-Soviet Relations between the World Wars. Toronto: University of Toronto Press, 1972, pp. ix, 248”, Canadian Journal of Political Science/Revue canadienne de science politique, vol. 5, pp. 463–464, 1972.
- I. Avakumovic, “BOOKS IN REVIEW”, Canadian Literature/Littérature canadienne, p. 80, 1966.
- I. Avakumovic, “Questions for Today: Documents and Commentary of the Communist Party of Canada. By the Communist Party of Canada. [Toronto: Progress Books, 1964. 155 pp. 75 cents.]”, The China Quarterly, vol. 25, pp. 240–241, 1966.
- I. Avakumovic, “The Communist party of Canada and the Sino-Soviet dispute”, Pacific Affairs, vol. 37, pp. 426–435, 1965.
- I. Avakumovic, “The Communist Party of Canada and the Sino-Soviet Dispute”, Pacific Affairs, vol. 37, pp. 426–435, 1964.
- I. Avakumovic, “Politika velikih derzhav na Dalnem Vostoke nakanune vtoroi mirovoi voiny (The policy of the great powers in the Far East on the eve of the Second World War). By G. N. Sevostyanov. Moscow: Sotsekgiz, 1961. 559. Bibliography, Index, 1 ruble, 32 kopecks”, The Journal of Asian Studies, vol. 22, pp. 201–201, 1963.
- I. Avakumovic, “BOOKS IN REVIEW”, Canadian Literature/Littérature canadienne, p. 84, 1962.
- I. Avakumovic, “World Communism in Figures”, International Journal, vol. 17, pp. 151–154, 1962.
- I. Avakumovic, “A Statistical Approach to the Revolutionary Movement in Russia, 1878-1887”, American Slavic and East European Review, vol. 18, pp. 182–186, 1959.
- I. Avakumovic, “A Statistical Approach to the Revolutionary Movement in Russia, 1878-1787”, American Slavic and East European Review, vol. 18, p. 182, 1959.
- I. Avakumovic, “The Communist league of Yugoslavia in figures”, Journal of Central European Affairs, vol. 19, pp. 180–182, 1959.
- I. Avakumovic, “An Episode in the Continental System in the Illyrian Provinces”, The Journal of Economic History, vol. 14, pp. 254–261, 1954.
- I. Avakumovic, “A-list thugs”, The Globe and Mail. p. A.14, 2000.
- I. Avakumovic, “Little to cheer: National Edition”, National Post. p. A.19, 2000.
- I. Avakumovic, “Principles: National Edition”, National Post. p. A.19, 2000.
- I. Avakumovic, “Legitimacy in International Relations and the Rise and Fall of Yugoslavia”, Political Studies, vol. 47. p. 800, 1999.
- I. Avakumovic, “NATO bombing based on a web of lies: Final Edition 1”, The Vancouver Sun. p. A.18, 1999.
- I. Avakumovic, “Strike two: National Edition”, National Post. p. A.15, 1999.
- I. Avakumovic, “Croatia”, The Globe and Mail. p. A.12, 1998.
- I. Avakumovic, “Air strikes failed”, The Globe and Mail. p. D.7, 1994.
- I. Avakumovic, “Book notes – Yugoslavia in Turmoil: After Self-management? edited by James Simmie and Joze Dekleva”, Political Studies, vol. 41. p. 167, 1993.
- I. Avakumovic, “The Communist Party of the United States from the Depression to World War II”, Labour / Le Travail, vol. 31. pp. 420–421, 1993.
- I. Avakumovic, “Norman E. Saul. "Distant Friends: The United States and Russia, 1763-1867" (Book Review)”, Russian History/Histoire russe, vol. 20. p. 283, 1993.
- I. Avakumovic, “Reviews – Social Currents in Eastern Europe: The Sources and Meaning of the Great Transformation by Sabrina P. Ramet”, Canadian Journal of Political Science, vol. 26. p. 409, 1993.
- I. Avakumovic, “Social Currents in Eastern Europe: The Sources and Meaning of the Great Transformation”, Canadian Journal of Political Science / Revue canadienne de science politique, vol. 26. pp. 409-410, 1993.
- I. Avakumovic, “Anarchist Portraits”, Slavic Review, vol. 49. pp. 453-454, 1990.
- I. Avakumovic, “Book Notes – Western ’Containment’ Policies in the Cold War: The Yugoslav Case 1948-53 by Beatrice Heuser”, Political Studies, vol. 38. p. 556, 1990.
- I. Avakumovic, “Book Reviews: Anarchist Portraits”, Slavic Review, vol. 49. p. 453, 1990.
- I. Avakumovic, “Our Man in Moscow: A Diplomat’s Reflections on the Soviet Union”, Canadian Historical Review, vol. 71. p. 411, 1990.
- I. Avakumovic, “Paul Avrich, "Anarchist Portraits" (Book Review)”, Slavic Review, vol. 49. p. 453, 1990.
- I. Avakumovic, “Reviews – Our Man in Moscow: A Diplomat’s Reflections on the Soviet Union by Robert A. D. Ford”, The Canadian Historical Review, vol. 71. p. 411, 1990.
- I. Avakumovic, “Western ’Containment’ Policies in the Cold War: The Yugoslav Case, 1948-53”, Political Studies, vol. 38. p. 556, 1990.
- I. Avakumovic, “Nora Beloff, "Tito’s Flawed Legacy: Yugoslavia & the West since 1939" (Book Review)”, Canadian Slavonic Papers/Revue canadienne des slavistes, vol. 30. p. 168, 1988.
- I. Avakumovic, “Tito’s Flawed Legacy: Yugoslavia & the West since 1939”, Canadian Slavonic Papers / Revue Canadienne des Slavistes, vol. 30. pp. 168-169, 1988.
- I. Avakumovic, “SOROKO-TSUIPA, O. S. "Istoriia Kanady" (Book Review)”, Canadian Historical Review, vol. 68. p. 330, 1987.
- I. Avakumovic, “Istoria Kanady”, Canadian Historical Review, vol. 68. p. 330, 1987.
- I. Avakumovic, “Communisme fran{\c c}ais. Histoire sincère du PCF, 1920-1984”, Labour / Le Travail, vol. 18. pp. 285-287, 1986.
- I. Avakumovic, “NELSON WISEMAN. "Social Democracy in Manitoba: A History of the CCF-NDP" (Book Review)”, American Historical Review, vol. 90. p. 793, 1985.
- I. Avakumovic, “Social Democracy in Manitoba: A History of the CCF-NDP”, The American Historical Review, vol. 90. pp. 793-793, 1985.
- I. Avakumovic, “Yugoslav liberation”, The Globe and Mail. p. 6, 1984.
- I. Avakumovic, “ANGUS, "Canadian Bolsheviks: the Early Years of the Communist Party of Canada" (Book Review)”, Canadian Historical Review, vol. 63. p. 358, 1982.
- I. Avakumovic, “Britain and the War for Yugoslavia, 1940-1943”, Slavic Review, vol. 40. pp. 673-674, 1981.
- I. Avakumovic, “Mark C. Wheeler, "Britain and the War for Yugoslavia, 1940-1943" (Book Review)”, Slavic Review, vol. 40. p. 673, 1981.
- I. Avakumovic, “MANFRED HILDERMEIER. "Die Sozialrevolutionäre Partei Russlands: Agrarsozialismus und Modernisierung im Zarenreich (1900-1914)" (Book Review)”, American Historical Review, vol. 85. p. 946, 1980.
- I. Avakumovic, “Pogledaj, Gospode, na drugu stranu. Jugoslovenski Gulag”, Canadian Slavonic Papers / Revue Canadienne des Slavistes, vol. 22. pp. 163-164, 1980.
- I. Avakumovic, “KOLASKY, JOHN. "The Shattered Illusion: The History of Ukrainian Pro-Communist Organizations in Canada" (Book Review)”, Canadian Historical Review, vol. 61. p. 400, 1980.
- I. Avakumovic and Hildermeier, M., “Die Sozialrevolutionäre Partei Russlands: Agrarsozialismus und Modernisierung im Zarenreich (1900-1914)”, The American Historical Review, vol. 85. pp. 946-947, 1980.
- I. Avakumovic, “KATUNAC, R., Pogledaj, Gospode, na drugu stranu (Book Review)”, Canadian Slavonic Papers/Revue canadienne des slavistes, vol. 22. p. 163, 1980.
- I. Avakumovic, “The Anarchism of Nestor Makhno, 1918-1921: An Aspect of the Ukrainian Revolution”, Slavic Review, vol. 38. pp. 514-515, 1979.
- I. Avakumovic, “BERCUSON, DAVID J. "Fools and Wise Men: The Rise and Fall of the One Big Union" (Book Review)”, Canadian Historical Review, vol. 60. p. 508, 1979.
- I. Avakumovic, “Michael Palij, "The Anarchism of Nestor Makhno, 1918-1921: An Aspect of the Ukrainian Revolution" (Book Review)”, Slavic Review, vol. 38. p. 514, 1979.
- I. Avakumovic, “MODEL OR ALLY? The Communist Powers and the Developing Countries, by Richard Lowenthal (Book Review)”, Pacific Affairs, vol. 52. pp. 772-772, 1979.
- I. Avakumovic, “SOROKO-TSIUPA, O.S. "Rabochee dvizhenie v Kanade (1929-1939)" [The Labour Movement in Canada, 1929-1939] (Book Review)”, Canadian Historical Review, vol. 60. p. 96, 1979.
- I. Avakumovic, “YEARBOOK ON INTERNATIONAL COMMUNIST AFFAIRS: 1978, edited by Richard F. Staar, Preface by Robert Conquest (Book Review)”, Pacific Affairs, vol. 52. pp. 773-773, 1979.
- I. Avakumovic, “Bor’ba protiv bakunizma v I Internatsionale”, The American Historical Review, vol. 83. pp. 713-713, 1978.
- I. Avakumovic, “Deborah Hardy, "Petr Tkachev, the Critic as Jacobin" (Book Review)”, Slavic Review, vol. 37. p. 296, 1978.
- I. Avakumovic, “Petr Tkachev, the Critic as Jacobin”, Slavic Review, vol. 37. pp. 296-296, 1978.
- I. Avakumovic, “Richard F. Staar, editor. Yearbook on International Communist Affairs 1976 (Book Review)”, Canadian-American Slavic Studies/Revue canadienne-américaine d’études slaves, vol. 12. p. 306, 1978.
- I. Avakumovic, “M. I. MIKHAILOV. "Bor’ba protiv bakunizma v I Internatsionale" [The Struggle against Bakuninism in the First International] (Book Review)”, American Historical Review, vol. 83. p. 713, 1978.
- I. Avakumovic, “FAUVET, JACQUES, en collaboration avec Alain Duhamel. "Histoire du Parti communiste francais, 1920-1976" (Book Review)”, Canadian Journal of Political Science/Revue canadienne de science politique, vol. 11. p. 894, 1978.
- I. Avakumovic, “Histoire du Parti communiste fran{\c c}ais, 1920-1976”, Canadian Journal of Political Science / Revue canadienne de science politique, vol. 11. pp. 894-894, 1978.
- I. Avakumovic, “ALEX P. SCHMID. "Churchills privater Krieg: Intervention und Konterrevolution im russischen Bürgerkrieg. November 1918-März 1920" (Book Review)”, American Historical Review, vol. 82. p. 107, 1977.
- I. Avakumovic, “Churchills privater Krieg: Intervention und konterrevolution im russischen Burgerkrieg, November 1918-Marz 1920”, The American Historical Review, vol. 82. pp. 107-108, 1977.
- I. Avakumovic, “Kropotkin”, Slavic Review, vol. 36. pp. 296-297, 1977.
- I. Avakumovic, “Martin A. Miller, "Kropotkin" (Book Review)”, Slavic Review, vol. 36. p. 296, 1977.
- I. Avakumovic, “THROUGH RUSSIAN EYES: AMERICAN-CHINESE RELATIONS, by S. Sergeichuk, translated by Elizabeth Cody-Rutter and edited by Philip A. Garon (Book Review)”, Pacific Affairs, vol. 49. pp. 561-561, 1976.
- I. Avakumovic, “Russkie internatsionalisty v bor’be za Vengerskuiu Sivetskuiu Respubliku 1919 g.: Sbornik dokumentov [Russian Internationalists in the Struggle for the Hungarian Soviet Republic, 1919: A Collection of Documents]”, The American Historical Review, vol. 81. pp. 126-126, 1976.
- I. Avakumovic, “A Select Bibliography of Tim Buck, General Secretary of the Communist Party of Canada”, Canadian Journal of Political Science / Revue canadienne de science politique, vol. 9. pp. 138-138, 1976.
- I. Avakumovic, “Through Russian Eyes: American-Chinese Relations”, Pacific Affairs, vol. 49. pp. 561-562, 1976.
- I. Avakumovic, “WEINRICH, PETER H., compiler. "A Select Bibliography of Tim Buck, General Secretary of the Communist Party of Canada" (Book Review)”, Canadian Journal of Political Science/Revue canadienne de science politique, vol. 9. p. 138, 1976.
- I. Avakumovic, “YEARBOOK ON INTERNATIONAL COMMUNIST AFFAIRS: 1975, edited by Richard F. Staar (Book Review)”, Pacific Affairs, vol. 49. pp. 580-580, 1976.
- I. Avakumovic, “Nichlae Copoiu, Le socialisme européen et le mouvement ouvrier et socialiste en Roumanie, 1835-1921 (Book Review)”, Canadian-American Slavic Studies/Revue canadienne-américaine d’études slaves, vol. 9. p. 405, 1975.
- I. Avakumovic, “Caging the Bear. Containment and the Cold War”, The Western Political Quarterly, vol. 28. pp. 604-605, 1975.
- I. Avakumovic, “MCEWEN, TOM. "The Forge Glows Red: From Blacksmith to Revolutionary" (Book Review)”, BC Studies, vol. 27. p. 67, 1975.
- I. Avakumovic, “Stephen Gazi, A History of Croatia (Book Review)”, Canadian-American Slavic Studies/Revue canadienne-américaine d’études slaves, vol. 9. p. 135, 1975.
- I. Avakumovic, “THE SOVIET UNION IN WORLD AFFAIRS. A Documentary Analysis, 1964-1972, by W. W. Kulski (Book Review)”, Pacific Affairs, vol. 47. pp. 406-406, 1974.
- I. Avakumovic, “WORLD COMMUNISM. A HANDBOOK. 1918-1965, edited by W. S. Sworakowski (Book Review)”, Pacific Affairs, vol. 47. pp. 111-111, 1974.
- I. Avakumovic, “Books on Anarchism and Anarchists”, Russian Review, vol. 33. pp. 86-88, 1974.
- I. Avakumovic, “The Soviet Union in World Affairs. A Documentary Analysis 1964-1972”, Pacific Affairs, vol. 47. pp. 406-407, 1974.
- I. Avakumovic, “THE YEARBOOK ON INTERNATIONAL COMMUNIST AFFAIRS: 1973, edited by Richard F. Staar (Book Review)”, Pacific Affairs, vol. 47. pp. 111-111, 1974.
- I. Avakumovic, “THE YEARBOOK OF INTERNATIONAL COMMUNIST AFFAIRS: 1969, edited by Richard F. Staar (Book Review)”, Pacific Affairs, vol. 46. pp. 183-183, 1973.
- I. Avakumovic, “Yugoslav Communism and the Macedonian Question”, Slavic Review, vol. 32. pp. 652-653, 1973.
- I. Avakumovic, “LIVERSEDGE, RONALD. "Recollections of the On To Ottawa Trek", ed. by Victor Hoar (Book Review)”, BC Studies, vol. 20. p. 91, 1973.
- I. Avakumovic, “The Soviet Union and the Emerging Nations”, Pacific Affairs, vol. 46. pp. 154-154, 1973.
- I. Avakumovic, “Stephen E. Palmer, Jr., and Robert R. King, "Yugoslav Communism and the Macedonian Question" (Book Review)”, Slavic Review, vol. 32. p. 652, 1973.
- I. Avakumovic, “BALAWYDER, ALOYSIUS. "Canadian-Soviet Relations Between the World Wars" (Book Review)”, Canadian Journal of Political Science/Revue canadienne de science politique, vol. 5. p. 463, 1972.
- I. Avakumovic, “Canadian-Soviet Relations between the World Wars”, Canadian Journal of Political Science / Revue canadienne de science politique, vol. 5. pp. 463-464, 1972.
- I. Avakumovic, “SOVIET POLICY TOWARDS INDIA FROM STALIN TO BREZHNEV, by J. N. Naik (Book Review)”, Pacific Affairs, vol. 45. pp. 613-613, 1972.
- I. Avakumovic, “Soviet Policy Towards India from Stalin to Brezhnev”, Pacific Affairs, vol. 45. pp. 613-614, 1972.
- I. Avakumovic, “Miljus, "Les Habsbourg, l’Eglise et les Slaves du Sud" (Book Review)”, Canadian Journal of History/Annales canadiennes d’histoire, vol. 6. p. 236, 1971.
- I. Avakumovic, “The Insurrectionists”, The American Political Science Review, vol. 65. pp. 834-835, 1971.
- I. Avakumovic, “Izgubljena Bitka Josifa Visarionovica Staljina”, International Affairs (Royal Institute of International Affairs 1944-), vol. 46. pp. 586-587, 1970.
- I. Avakumovic, “Izvestiia na nauchniia arkhiv, iii; Dokumenti za bulgarskata i srubskata istoriia, 1868-78 (Book Review)”, Archives, vol. 9. p. 179, 1970.
- I. Avakumovic, “McClellan, "Svetozar Markovic and the Origins of Balkan Socialism" (Book Review)”, Canadian Journal of History/Annales canadiennes d’histoire, vol. 5. p. 120, 1970.
- I. Avakumovic, “Traian Stoianovich, A Study in Balkan Civilization (Book Review)”, Canadian Slavic Studies/Revue canadienne d’études slaves, vol. 4. p. 356, 1970.
- I. Avakumovic, “Yearbook on International Communist Affairs, 1968”, Pacific Affairs, vol. 43. pp. 270-271, 1970.
- I. Avakumovic, “1968 YEARBOOK ON INTERNATIONAL COMMUNIST AFFAIRS, edited by Richard V. Allen (Book Review)”, Pacific Affairs, vol. 43. pp. 270-270, 1970.
- I. Avakumovic, Elvin, M., Fitzgerald, C. P., Hoffman, C., K, W., Klein, S., Schwarz, H. G., Walker, R. L., and Younger, K., “BOOK REVIEWS (Book Review)”, China Quarterly. p. 228, 1966.
- I. Avakumovic, “Questions for Today: Documents and Commentary of the Communist Party of Canada”, The China Quarterly. pp. 240-241, 1966.
- I. Avakumovic, “BUDUROWYCZ, BOHDAN B. "Polish-Soviet Relations, 1932-1939" (Book Review)”, Canadian Historical Review, vol. 46. p. 76, 1965.
- I. Avakumovic, “The Communist States at the Crossroads Between Moscow and Peking”, Pacific Affairs, vol. 38. pp. 363-364, 1965.
- I. Avakumovic, “THE COMMUNIST STATES AT THE CROSSROADS BETWEEN MOSCOW AND PEKING, edited by Adam Bromke (Book Review)”, Pacific Affairs, vol. 38. pp. 363-363, 1965.
- I. Avakumovic, “A. Bobrov: Vneshnyaya Politika Avstralii (Book Review)”, Australian Journal of Politics and History, vol. 10. p. 406, 1964.
- I. Avakumovic, “Pregled Istorije Saveza Komunista Jugoslavije”, International Affairs (Royal Institute of International Affairs 1944-), vol. 40. pp. 135-136, 1964.
- I. Avakumovic, “Sevostyanov, "Politika velikih derzhav na Dalnem Vostoke" (Book Review)”, Journal of Asian Studies, vol. 22. p. 201, 1963.
- I. Avakumovic, “Mezhdunarodyne Otnosheniya posle Vtoroi Mirovoi Voiny. Vol. I”, International Affairs (Royal Institute of International Affairs 1944-), vol. 39. pp. 293-293, 1963.
- I. Avakumovic, “Ekonomicheskie zakonomernosti perehoda ot sotsializma k kommunizmu”, The American Economic Review, vol. 53. pp. 1131-1132, 1963.
- I. Avakumovic, “Latinskaya Amerika. Kratkii politiko-ekonomicheskii spravochnik”, International Affairs (Royal Institute of International Affairs 1944-), vol. 39. pp. 490-490, 1963.
- I. Avakumovic, “The Policy of the Great Powers in the Far East on the Eve of the Second World War”, The Journal of Asian Studies, vol. 22. pp. 201-201, 1963.
- I. Avakumovic, “"Kongress Proizvodstvennyh Profsoyuzov SShA, 1935-1955". By B. Y. Mihailov (Book Review)”, Industrial and Labor Relations Review, vol. 15. p. 439, 1962.
- I. Avakumovic, “Mezhdunarodnye Otnosheniya (Bibliograficheskii spravochnik. 1945-1960)”, International Affairs (Royal Institute of International Affairs 1944-), vol. 38. pp. 518-519, 1962.
- I. Avakumovic, “N. P. Letova: Avstraliya I Strany Aziiz (Book Review)”, Australian Journal of Politics and History, vol. 8. p. 136, 1962.
- I. Avakumovic, “Borba Sovetskogo Soyuza za razorurzhenie, 1946-1960 gody”, International Affairs (Royal Institute of International Affairs 1944-), vol. 38. pp. 420-420, 1962.
- I. Avakumovic, “Kongress Proizvodstvennyh Profsoyuzov SShA, 1935-1955”, Industrial and Labor Relations Review, vol. 15. pp. 439-440, 1962.
- I. Avakumovic, “Politika SShA i Anglii na Blizhnem i Srednem Vostoke. (The Policy of the U.S.A. and England in the Near and Middle East.)”, International Affairs (Royal Institute of International Affairs 1944-), vol. 38. pp. 268-268, 1962.
- I. Avakumovic, “Yugo-Vostochnaya Aziya posle vtoroi mirovoi voiny”, International Affairs (Royal Institute of International Affairs 1944-), vol. 38. pp. 429-429, 1962.
- I. Avakumovic, “Rabochee dvizhenie v kapitalisticheskih stranah (1959-1961)”, International Affairs (Royal Institute of International Affairs 1944-), vol. 38. pp. 522-522, 1962.
- I. Avakumovic, “Socijalizam i Rat. Osvrt na Kinesku Kritiku Politike Koegzistencije”, International Affairs (Royal Institute of International Affairs 1944-), vol. 37. pp. 205-205, 1961.
- I. Avakumovic, “Mezhdunarodnyi Politiko-Ekonomicheskii Ezhegodnik 1960”, International Affairs (Royal Institute of International Affairs 1944-), vol. 37. pp. 524-524, 1961.
- I. Avakumovic, “L’Ukraine Sovietique Dans Les Relations Internationales”, International Journal, vol. 16. pp. 445-445, 1961.
- I. Avakumovic, “SOMIN, N. I., "et al. Noveishaya Istoriya". II. "1939-1959" (Book Review)”, Canadian Historical Review, vol. 42. p. 176, 1961.
- I. Avakumovic, “Kratkii ekonomicheskii slovar”, The American Economic Review, vol. 51. pp. 153-153, 1961.
- I. Avakumovic, “Diplomaticheskii Slovar. Vol. I”, International Affairs (Royal Institute of International Affairs 1944-), vol. 36. pp. 561-561, 1960.
- I. Avakumovic, “Avec Jacques Duclos au banc des accuses a la Reunion constitutive du Kominform a Szklarska Poreba (22-27 septembre 1947)”, International Affairs (Royal Institute of International Affairs 1944-), vol. 36. pp. 118-119, 1960.
- I. Avakumovic, “Govori I Clanci”, International Affairs (Royal Institute of International Affairs 1944-), vol. 36. pp. 252-253, 1960.
- I. Avakumovic, “Titoism in Action”, American Slavic and East European Review, vol. 18. pp. 461-462, 1959.
- I. Avakumovic, “Titoism in Action "(Fred Warner Neal)" (Book Review)”, Political Studies, vol. 7. p. 308, 1959.
- I. Avakumovic, “BOOKS IN REVIEW (Book Review)”, Canadian Literature/Littérature canadienne. p. 90, 1959.
- I. Avakumovic, “International Propaganda”, International Journal, vol. 14. pp. 228-228, 1959.
- I. Avakumovic, “VII Kongres Saveza Komunista Jugoslavije”, International Affairs (Royal Institute of International Affairs 1944-), vol. 35. pp. 243–243, 1959.